# Taeromys microbullatus
Taeromys microbullatus — вид пацюків (Rattini), що живе лише в центрі Сулавесі, Індонезія, на горах Лехіо, Каніно та Нокілалакі.

## Морфологічна характеристика
Довжина голови й тулуба 154–203 мм, довжина хвоста 194–267 мм, довжина лапи 41–46 мм і довжина вух 28 мм. Верхні частини темно-сірі з сірувато-білими відблисками, кінчики волосків з боків коричнюваті, а черевні частини коричнювато-жовті, з основою волосків коричнювато-чорнуватими. Мордочка чорнувато-бура. Вібриси чорні. Вуха великі. Ноги чорнувато-бурі. Хвіст довший за голову і тулуб, базальна половина коричнювато-чорна, кінцева половина біла.

## Середовище проживання
Цей вид відомий лише з типового місцевості: Танке Салокко на південному сході Сулавесі, Індонезія. Цілком можливо, що це може відбуватися трохи ширше, на великих висотах. Цей вид трапляється в гірських лісах і навряд чи зустрічається в деградованих місцях існування.

## Загрози й охорона
Основною загрозою, ймовірно, є втрата середовища існування, хоча втрата лісів у цьому регіоні Сулавесі була менш серйозною, ніж в інших місцях. У регіоні плантації какао та первинна/вторинна мозаїка є результатом рубок, а гірські ліси є рідкісними і розкиданими на вершинах, розділених глибокими долинами. Невідомо з жодних заповідних територій.